# Sancho de Londoño
Sancho de Londoño (Hormilla, Reino de Castilla, Corona de Castilla ¿1515?-Amby-Maastricht, 30 de mayo de 1569) fue un militar y escritor español, participante en numerosos conflictos militares de su época.

## Biografía
Era hijo primogénito de Antonio de Londoño, señor de Hormilla y Ana Martínez de Ariz y hermano de Antonio de Londoño, también militar. Su abuelo paterno, Juan de Londoño y Rojas, estaba casado con doña Inés de Porras, hija del señor de Agoncillo. Era además bisnieto de Sancho de Londoño, señor de Briones y comendador de Calatrava. Nació probablemente en Hormilla en 1515. Estudió en Alcalá de Henares, posiblemente artes y dominaba el latín y las matemáticas. Permaneció soltero y no tuvo hijos, pero sí varios hermanos y al menos una hermana, a la que dejó parte de su herencia.
Entró al servicio militar en 1542 como piquero a las órdenes de Fernando Álvarez de Toledo y Pimentel, III duque de Alba, siendo destinado a reforzar la frontera española con Francia por las amenazas de Francisco I.
Londoño pasó de Asti a Mezt en 1544, para participar en la campaña contra Francia. Luego combatió con las tropas del emperador Carlos V que se enfrentaron a las de la Liga de Esmalcalda, participando posiblemente en 1547 en la batalla de Mühlberg. Al año siguiente sería nombrado teniente de caballería.
En 1552 tomó parte en el fallido sitio de Metz (Francia) como capitán de infantería, y en 1553 en el asedio de Montalcino (Italia). En 1554 se le concedió el hábito de la orden de Santiago. La primavera de ese año se hallaba de vuelta en Hormilla. En 1555 fue destinado a los Países Bajos españoles, junto con el duque de Alba, su protector; llegó en 1556 a Nápoles, como refuerzo a la invasión, también por el duque de Alba, de los Estados Pontificios. Era capitán de la guardia del duque.
En 1558 fue nombrado maestre de campo del Tercio Viejo de Lombardía en Milán, bajo el mando de Gonzalo Fernández de Córdoba, duque de Sessa, y, a partir de 1564, de Gabriel de la Cueva, gobernadores de la plaza, y ocupó entre 1559 y 1564 la gobernación del presidio de Asti, en el Piamonte italiano. Los roces con el segundo, duque del Alburquerque, le hicieron solicitar el retiro, que no le fue concedido. Posteriormente, en 1564 y 1565, se ocuparía de la misión diplomática en Suiza con los grisones, para asegurar el camino español que unía Italia con Alemania y los Países Bajos, tarea en la que no tuvo éxito: los grisones prefirieron pactar con Francia.
Volvió a Asti a comienzos de 1565 y a finales de mayo se le ordenó que se aprestase a acudir en auxilio de Malta, atacada por los turcos. En junio de 1565 participó en el socorro de Malta junto con Gonzalo de Bracamonte. Solicitó permiso para abandonar Asti y viajar a la corte y en marzo de 1566 se encontraba en Barcelona, organizando el embarque de diez compañías de bisoños. Poco después volvió a Malta a colaborar en la defensa de la plaza. En octubre de 1566, llegó a Génova junto con su capitán Francisco de Valdés.
En junio de 1567 partiría con el tercio de Lombardía hacia los Países Bajos, donde el duque de Alba dirigía el ejército español en los preliminares de la guerra de Flandes. Participó en la batalla de Nimega, siendo destinado posteriormente a Lier. En abril de 1568, ya enfermo, participó en la batalla de Dalen, aunque para entonces ya estaba enfermo. En octubre batió a las tropas de Guillermo de Orange a orillas del río Mosa.
Murió en Amby (en aquel entonces un pueblo, hoy en día un barrio de Maastricht) a finales de mayo de 1569 tras varios meses de enfermedad, que había comenzado en abril del año anterior. Fue enterrado en la Basílica de San Servacio in Maastricht.

## Obras
- Discurso sobre la forma de reducir la disciplina a mejor y antiguo estado, publicado en Bruselas en 1589;[23]
- Libro del arte militar, publicado póstumamente en 1596 en Valencia;[23]
- Comentario hecho por el ilustre caballero Don Sancho de Londoño;
- Laberinto de las cosas de España;[24]
- Soliloquios del estado de la monarquía.[24]